# Long Island (Queensland)
Long Island liegt in den Whitsunday Islands an der Ostküste von Queensland in Australien. Die Insel befindet sich einen Kilometer von der Küstenlinie des Festlands entfernt. Sie gehört zur Gruppe der Molle Islands und erstreckt sich über 9 Kilometer in der Länge und erreicht an seiner breitesten Stelle 500 Meter. Offiziell gehört die Inselgruppe zu den Cumberland Islands. Der nächstgelegene größere Ort ist Airlie Beach.

## Geschichte
Die Molle-Inseln waren etwa 9000 Jahre lang ein Gebiet des Aboriginestamms der Ngaro, die Jäger und Sammler waren. Diese lebten nomadisch mit Booten auf den Inseln. Nachdem die Inseln dieses Seegebiets durch die Europäer entdeckt und besiedelt wurden, kam es zu Konfrontationen der weißen Kolonialisten mit den Aborigines, die dadurch aus ihrem ursprünglichen Lebensraum verdrängt und ausgerottet wurden.

## Nutzung
Ein großer Teil der Insel gehört zum Molle-Islands-Nationalpark. Auf dieser Touristen-Insel gibt es drei Hotel-Resorts: Ocean Hotel Long Island Resort, Peppers Palm Bay und Paradise Bay, wobei Letzteres ein Resort für FKK-Anhänger ist. Die Insel kann von Shute Harbour mit Schiffen erreicht werden. Es gibt auf der Insel drei namentlich benannte Strände: Happy Bay, Palm Bay und die Sandy Bay. Vor der Insel können in einer bestimmten Zone Flugboote wassern.